# Mariage en face de l'église
L'expression mariage en face de l'église doit être prise dans le sens : suivant les rites, en présence de l'autorité de l'Église.
La cérémonie du mariage avait toujours lieu à l'intérieur de l'église.

## Normandie en 1135
Le curé, revêtu de l'aube, de l'étole et du manipule, accompagné de son clerc se rend à la porte de l'église devant laquelle les futurs époux, accompagnés de leurs parents, attendent avec les invités… Le prêtre leur demande s'il n'y a pas de lien de parenté (jusqu'au 14edegré suivant la computation romaine). Les fiancés ayant répondu à l'enquête ils joignent leurs mains et le père de la fille déclare Je te donne et remets ma fille comme épouse. On lit la charte d'épousailles. Le garçon offre à sa fiancée treize pièces de monnaie et tend la bague d'alliance qu'il pose sur la charte. Le prêtre bénit charte, treizain et anneau … La fiancée tend sa main droite et le fiancé engage d'abord l'anneau au pouce Au nom du Père, puis à l'index du fils et enfin au médius et du Saint-Esprit, le tout sous la dictée du prêtre. La mariée se prosterne aux pieds de son époux. Alors se fait l'entrée dans l'église. Les mariés, à qui on a remis un cierge allumé, entrent dans le chœur. Le prêtre revêt sa chasuble et dit la messe. À la fin de celle-ci on tend un drap au-dessus des fiancés et le prêtre lit une bénédiction adressée à la femme. Les époux vont communier. Le clerc présente du pain et du vin que le prêtre bénit. Le soir le prêtre retrouve les époux et il procède à la bénédiction de la chambre et du lit nuptial.

## Cambrésis en 1364
Depuis que le concile de Latran IV a prescrit des publications avant mariages, les fiançailles sont obligatoires. Les deux futurs époux se rendent devant le prêtre qui prend les mains des fiancés en présence des paroissiens. Il interroge le fiancé puis la fiancée pour savoir s'ils sont d'accord pour s'épouser. Les réponses étant Oui ils se donnent le baiser des fiançailles.
Pendant trois dimanches les bans sont proclamés à la messe dans les paroisses où logent les fiancés. Vient le jour des noces. Revêtu de l'aube, de l'étole et de la manipule, le prêtre vient seul devant l'autel. Les pièces de monnaie et l'anneau sont placés sur le missel. Il bénit le treizain puis l'anneau et se rend à la porte de l'église, son clerc portant le treizain et l'anneau. Il s'assure que les fiancés sont venus librement et consentent au mariage. Après avoir entendu les deux Oui il les encense. Il prend les pièces et l'anneau déjà bénis et les place dans la main droite du marié qui à son tour les met dans la main droite de la mariée. Sur les mains jointes des époux le prêtre met sur elles les deux extrémités de son étole marquant l'intervention de l’Église. C'est dans cette position que le fiancé prononce sa parole de donation puis c'est la fiancée qui accepte de prendre son fiancé pour époux. L'étole enlevée les époux disjoignent leurs mains. Le prêtre reprend les pièces et l'anneau puis donne ce dernier au marié pour le mettre au doigt de la mariée. Le cortège entre dans l'église pour la messe. Après la communion les époux s'agenouillent devant l'autel pour recevoir la bénédiction. Le voile est étendu au-dessus d'eux. La bénédiction de l'épouse est chantée. On retire le voile. Les époux sont aspergés d'eau bénite et regagnent leurs places tandis que le prêtre achève la messe.

## Diocèse de Meaux
Sur les registres paroissiaux d'une paroisse de Seine-et-Marne l'appellation mariage en face de l'église  est mentionnée en 1669. Elle devait exister avant, les registres débutant en 1668. Les actes indiquent que les bans ont été publiés dans les paroisses des fiancés, que la lecture de promesse a été faite au prône lors des messes  et que les époux ont été mariés suivant le rituel de l’Église.
En 1669 apparaît la formule Ce jourd'huy 23 novembre ont été mariés en face de l'église. En 1730 le mariage a lieu En cette église. Entre 1731 et 1735 les deux formules alternent et à compter de 1735 la formule Mariage en cette église est adoptée.

### Lieu de célébration du mariage dans lediocèse de Meaux
Tout ce qui précède la messe ne se passe à l'église que depuis une période relativement récente. Ces rites, longtemps familiaux, ont cessé au Moyen Âge d'avoir lieu en la maison paternelle de l'épouse. Nos livres meldois, depuis celui de 1280, jusqu'au milieu du XVIIe siècle, parlent toujours des cérémonies les fiancés debout. Le rituel de 1645 est le premier à mentionner une autre hypothèse : le mariage se célèbre à la porte de l'église ou dans la nef devant l'image du crucifix. Le rituel de 1734 retient comme seule possibilité que les fiancés sont à genoux dans l'église sous le Crucifix.